# Fritz Stöckli
Fritz Stöckli (15 maggio 1916 – Zurigo, dicembre 1968) è stato un lottatore e bobbista svizzero, ha vinto una medaglia d'argento ai giochi olimpici di Londra 1948 nella lotta libera.

## Biografia
Come bobbista ha vinto una medaglia d'oro, conquistata ai campionati mondiali del 1953 (edizione tenutasi a Garmisch-Partenkirchen, Germania) insieme al connazionale Felix Endrich. 
Nell'edizione l'argento e il bronzo andarono alle nazionali tedesche.